# Rune Wanler
Rune Ingmar Wanler, född 28 maj 1924 i Boden i Överluleå församling i Norrbottens län, död där 11 maj 2004, var en svensk folkskollärare och konstnär. Han kom att bli en av de mest tongivande konstnärerna i Norrbotten från sin debut 1959 till sin död 45 år senare.
Han var son till järnvägsarbetaren, filaren vid Statens Järnvägar, Oskar Edvard Wanler och Svea Dorotea Åkesson. Från 1949 var han gift med småskolläraren Eva Gunnel Wanler, född Hallgren.
Rune Wanler var utbildad folkskollärare men som konstnär autodidakt. Vid sidan av sitt arbete som lärare på 50-talet arbetade han med sitt konstnärskap på fritiden. Måleriet blev dock med tiden allt viktigare och Rune kunde i början av 70-talet går ner i arbetstid som lärare, för att mot slutet av decenniet satsa på konsten på heltid. Från debuten i Bodens gamla badhus1959, en utställning tillsammans med Stig Winnerskog, till den sista i Galleri Aurora på Luleå tekniska universitet våren 2003, har Rune Wanler med sin konst avsatt spår över hela landet. Han hade ett otal separatutställningar, från Kiruna till Malmö och deltog i 20-talet samlingsutställningar i bland annat Riksdagshuset och Kulturhuset i Stockholm, Uleåborgs konstmuseum, 4:e Biennalen Rostock-Moldavien-Murmansk-Svolvaer, Växjö konsthall, Ystads konstmuseum, Bornholms konstmuseum och Kronomagasinet Borgholm. Han finns bland annat representerad vid Sundsvalls museum, Ystads museum, Norrbottens museum, Statens Konstråd och vid följande landsting: Norrbottens läns, Västerbottens läns, Östergötlands läns, Göteborgs och Bohus läns samt Kopparbergs läns. Han har också utfört offentliga arbeten, bland annat vid Brönjaskolan i Bodens kommun, K4 i Arvidsjaur och Bjurlidens vårdcentral i Boliden. Från våren 2003 finns dessutom flera av hans bilder samlade i en permanent utställning på Luleå tekniska universitet, där man kan följa hans konstnärliga utveckling från 60-talet och framåt. 
Rune Wanler var också fackligt engagerad. Han blev medlem i KRO i början av 70-talet och var under en period också ordförande i norr. Han var medlem i Konstnärsnämnden i ett par år och från 1979 och sex år framåt ledamot av Statens Konstråd.
Wanler intresserade sig för och engagerade sig i det politiska livet i landet. Han deltog till exempel aktivt i samhällsdebatten under 70-talet med motiv bland annat hämtade från gruvan i Kiruna.
Wanlers måleri, han ville hellre kalla sig målare än konstnär, förändrades genom åren, från purism till ett alltmer expressionistiskt och koloristiskt måleri. Han valde också med tiden bort landskapsbilder med fjäll och hav för att i stället skildra människor och mänskliga relationer, ibland med naturen som bakgrund.